# Kurt Pastenaci

Kurt Pastenaci

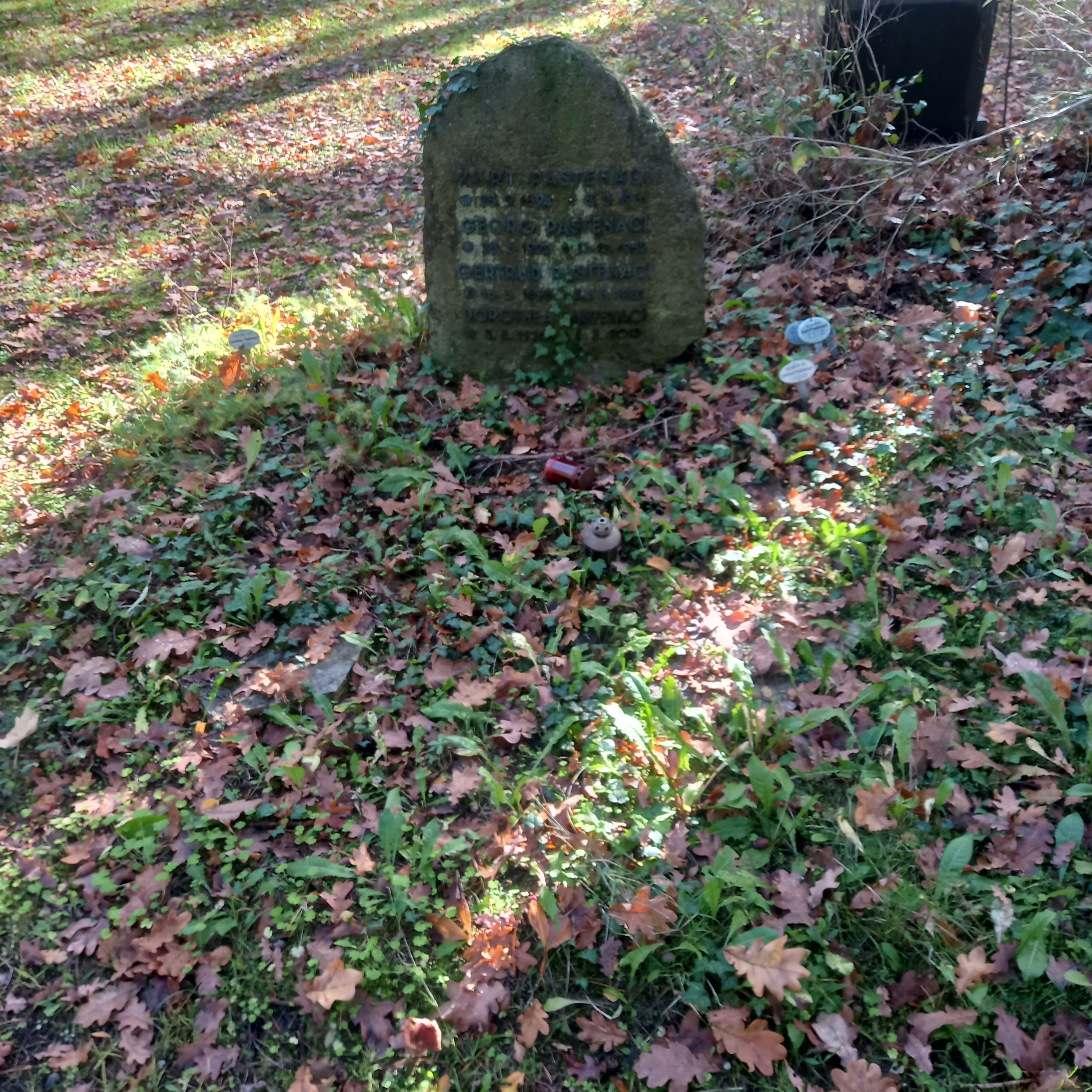
Das Grab von Kurt Pastenaci und seiner Ehefrau Gertrud geborene Henkys im Familiengrab auf dem Waldfriedhof Zehlendorf

Kurt Pastenaci (geboren 28. September 1894 in Gilge, Kreis Labiau in Ostpreußen; gestorben 8. Februar 1961 in Berlin) war ein deutscher Journalist, Schriftsteller und Historiker.

## Leben
Kurt Pastenaci wurde als Sohn des Pfarrers und späteren Oberregierungsrates Theodor Pastenaci im ostpreußischen Gilge (bei Labiau) geboren.

### Erster Weltkrieg
Im August 1914 meldete er sich als Kriegsfreiwilliger im Ersten Weltkrieg, an dem er bis Dezember 1918 teilnahm. Ab 1916 war er Leutnant d. R. beim Ostpreußischen Pionier-Bataillon Nr. 1 in Königsberg, ab August 1919 bis März 1920 im Grenzschutz Ostpreußen als Zeitfreiwilliger.

### Weimarer Republik
An der Universität Königsberg studierte er Philosophie, Geschichte und (germanische, altassyrische, indische) Vorgeschichte. 1921 heiratete er die Pfarrerstochter Gertrud Henkys (1898–1981), mit der er zwei Söhne hatte.
Ab 1921 war er Freimaurer in der Loge Zu den drei Kronen in Königsberg. 1924 schloss er sich dem Jungdeutschen Orden an. Infolge von Geldschwierigkeiten wandte er sich dem Journalismus zu. Ab 1921 wurde er Redakteur des Königsberger Anzeigers und von 1922 bis 1925 Redakteur der Königsberger Allgemeinen Zeitung (Feuilleton und Politik). 1925 wurde er von Artur Mahraun zum Chefredakteur der Tageszeitung Der Jungdeutsche nach Berlin berufen.

### „Drittes Reich“
Nach der „Machtergreifung“ der Nationalsozialisten 1933 löste sich sowohl der Jungdeutsche Orden als auch seine Tageszeitung vor dem Hintergrund des drohenden Verbots im Juni 1933 auf. Im Zusammenhang mit der Schrift Von der Freiheit eines Deutschen Menschen wurde Kurt Pastenaci durch die Geheime Staatspolizei vernommen. Im Zusammenhang mit der Herstellung und Verbreitung einer gegen Hitler und die NSDAP gerichteten politischen Broschüre durch Mitglieder des Jungdeutschen Ordens, erfolgte eine weitere Vernehmung und Verhaftung durch die Geheime Staatspolizei 1936 im berüchtigten Keller in der Prinz-Albrecht-Straße, verbunden mit den üblichen Haussuchungen. Wenige Wochen nach seiner Haftentlassung erfolgte seine dritte Verhaftung, nachdem er einen Freund gewarnt hatte, der von der Gestapo gesucht wurde. Zwischen 1936 und 1939 versteckte bzw. unterstützte Kurt Pastenaci mehrfach frühere Mitglieder des Jungdeutschen Ordens, die als Gegner der Partei gesucht und später verhaftet wurden, darunter Paul Müller, der dann sechs Jahre in Tegel inhaftiert war, und Fritz Gehrmann, der später bei Stalingrad umkam.
Seinen Lebensunterhalt fristete Pastenaci als Freier Schriftsteller. Er schrieb eine Reihe Jugendbücher über vorgeschichtliche Ausgrabungen (erschienen im Thienemann Verlag, Stuttgart) und geschichtliche Romane, die – teils verfälscht bzw. mit „passenden“ Vorworten versehen – von NS-Verlagen verlegt wurden. Sein Roman Der Herzog und die Könige, der von den Sachsenkriegen Karls des Großen handelte und bis 1945 immer wieder aufgelegt wurde, wurde so sehr überarbeitet, dass der Eindruck entstand, Pastenaci habe der SS und ihrem Germanenbild nahegestanden und den Kampf gegen die katholische Kirche ideologisch unterstützt. Die beiden Romane Der Herzog und die Könige und Herzog Bojo wurden von der Reichsschrifttumskammer, die der persönlichen Weisung des Propagandaministers Joseph Goebbels unterstand, als besonders wertvolle Werke für die deutsche Jugend bezeichnet und für den Schulgebrauch sowie für den Gebrauch bei HJ-Schulungsveranstaltungen empfohlen. Pastenaci schrieb u. a. für die völkische Zeitschrift Germanien, die von der SS-Organisation Ahnenerbe herausgegeben wurde, über germanische Urgeschichte. Als „politisch unzuverlässig“ und „wehrunwürdig“ angesehen, erhielt er für seine Arbeiten größtenteils kein Honorar, insofern dieses erst nach dem „Endsieg“ ausgezahlt werden sollte.
Ab September 1939 war Pastenaci Mitarbeiter und Schriftleiter bei der Korrespondenz Dienst aus Deutschland (DaD), die Auslandszeitungen bediente. Deren Leiter war Geheimrat Hermann Katzenberger. Beim DaD arbeitete Pastenaci auch eng mit Ernst Lemmer zusammen.
1944 wurde Pastenaci als Volkssturmmann eingezogen und geriet im Kampf um Berlin in sowjetische Kriegsgefangenschaft, aus der er im November 1945 wegen Krankheit entlassen wurde.

### Nach 1945
Neben seiner sonstigen schriftstellerischen Tätigkeit begann er eine Weltgeschichte zu schreiben. 1949 verbrannten zwei fertige Manuskriptbände, da während der Berlin-Blockade ein Flugzeug der Berliner Luftbrücke auf seine Wohnung stürzte und einen beachtlichen Teil seiner Karteien und die Bibliothek zerstörte. Aus den Resten der dazugehörigen Kartei schrieb Pastenaci das bei Duncker & Humblot in Berlin erschienene Buch Diagnose unserer Zeit.
In der Sowjetischen Besatzungszone wurden folgende Schriften Pastenacis auf die Liste der auszusondernden Literatur gesetzt: Vom Sterben der Parteien (Tannenberg-Verlag, Königsberg 1924), Vom rechten politischen Tun (Volker-Verlag, Leipzig 1926), Von der Freiheit eines deutschen Menschen (Jungdeutscher Verlag, Berlin 1933), Caesar oder Herzog? (Nachbarschafts-Verlag, Berlin 1935), Eiserne Zeit — Germanen marschieren (Junge Generation, Berlin 1935), Das goldene Zeitalter der Germanen (Junge Generation, Berlin 1935), Die beiden Weltmächte (Kraft, Karlsbad 1937), Der Goldschatz von Eberswalde (Junge Generation, Berlin 1937), König Ra, der Wandale (Junge Generation, Berlin 1937), Germanenführer (Teubner, Leipzig 1937–38), Der Kampf der Sonnensöhne (Junge Generation, Berlin 1938), Der Herzog und die Könige (Kraft, Karlsbad & Leipzig 1939), 4000 Jahre Ostdeutschland (Schwarzhäupter-Verlag, Leipzig 1942), Das Königsgrab von Seddin (Thienemann, 8. Auflage Stuttgart 1942), Leuthari der Befreier (Thienemann, Stuttgart 1942), Neuordnung Europas (Junge Generation, Berlin 1942), Das viertausendjährige Reich der Deutschen (Nordland-Verlag, Berlin 1942), Der goldene Fisch (Thienemann, Stuttgart 1943), Volksgeschichte der Germanen (Junge Generation, Berlin 1943), Entscheidungsschlachten der Germanen (Nordland-Verlag, Berlin 1944), Herzog Bojo (Nordland-Verlag, Berlin 1939), Die großen germanischen Führer (Nordland-Verlag, Berlin 1944) und Das Licht aus dem Norden (Nordland-Verlag, Berlin 1944). In der Deutschen Demokratischen Republik folgten auf diese Liste noch Die Kriegskunst der Germanen (Kraft, Karlsbad & Leipzig 1940) und Germanisch-deutsche Durchdringung Osteuropas (Schwarzhäupter-Verlag, Leipzig 1943).
1951 übernahm Pastenaci als Nachfolger des verstorbenen Artur Mahraun die Redaktion der Zeitschrift Die Nachbarschaft, die er bis zu seinem Tode leitete.
1956 wurde Kurt Pastenaci Dozent an den Volkshochschulen Schöneberg, Charlottenburg und Kreuzberg, wo er mehrere hundert Vorträge über „Vergleichende Kulturgeschichte“ hielt. Infolge seiner schweren Herzkrankheit schränkte er später seine Vorträge ein.
Parallel dazu hielt er in seinem Haus Vorträge und Seminare über „Grundlagen der Politik“. Pastenacis Bestreben war, die Geschichte und Weltgeschichte für die Gegenwart fruchtbar zu machen. Er arbeitete zuletzt an einem Werk über vergleichende Kulturgeschichte.
1961 starb er im Alter von 66 Jahren an einer langjährigen Herzerkrankung in Berlin.

## Schriften

### Jugendbücher (in Auswahl)
- Der Herzog und die Könige. Adam Kraft Verlag (bis 1945 mehrfach aufgelegter Bestseller über Karl den Großen und Widukind von Sachsen)
- Das Königsgrab von Seddin (1934)
- Der goldene Fisch
- König Ra der Wandale
- Der Herr des Erzes (1954)
- Herzog Bojo Frundsberg Verlag (1939)
- Der Goldschatz von Eberswalde (1937)
- Leuthari im Thienemann Verlag
- Kampf der Sonnensöhne Junge Generation Verlag. (1937)

### Sonstige Schriften
- Cäsar oder Herzog (Historisch-politische Darstellung des Führergedankens in der europäischen und germanisch-deutschen Geschichte)
- Das viertausendjährige Reich der Deutschen. Ein Geschichtsbild der Nationalen Revolution (1933)
- Von der Freiheit eines deutschen Menschen (1933)
- Volksgeschichte der Germanen (1936)
- Die beiden Weltmächte (1938)
- Die Gotenkönige  (1939)
- Die Kriegskunst der Germanen. Karlsbad und Leipzig 1940; Neudruck Struckum/Nordfriesland 1985
- Diagnose unserer Zeit (1951)

### Ungedrucktes
- Utopie der Weltherrschaft
- Die Friedenswerke der Welt
- Die großen Denker des Abendlandes
- Die Geschichte der Höhlenbilder